# کانر لزلی
کانر ماری لزلی (انگلیسی: Conor Marie Leslie؛ زادهٔ ۱۰ آوریل ۱۹۹۱) هنرپیشه اهل ایالات متحده آمریکا است. وی از سال ۲۰۰۶ میلادی تاکنون مشغول فعالیت بوده‌است.
از فیلم‌ها یا برنامه‌های تلویزیونی که وی در آن نقش داشته‌است می‌توان به ابتدایی، انتقام، خانواده غیرمعمولی، ساکن برج بلند، و ایفاش نقش شخصیت دانا تروی / واندر گرل در مجموعه تلویزیونی اچ‌بی‌او مکس تایتان‌ها (۲۰۱۸-تا کنون) اشاره کرد.

## فیلم‌شناسی
فیلم ها
| سال  | عنوان فیلم           | نقش   | توضیحات    |
| ---- | -------------------- | ----- | ---------- |
| ۲۰۱۰ | مراقب گونزو باشید    | ایمی  |            |
| ۲۰۱۲ | زنجیرشده             | Angie |            |
| ۲۰۱۴ | قطعات در هر میلیارد  | Des   |            |
| ۲۰۱۵ | Dirty Beautiful      | نیکول |            |
| ۲۰۱۵ | Campus Code          | گرتا  |            |
| ۲۰۱۷ | Down                 | امبر  | فیلم کوتاه |
| ۲۰۱۸ | میگو                 | ساشا  | فیلم کوتاه |
| ۲۰۲۱ | دارک وب: سیکادا ۳۳۰۱ | گوئن  |            |

مجموعه های تلویزیونی
| سال       | عنوان مجموعه تلویزیونی | نقش                   | توضیحات          |
| --------- | ---------------------- | --------------------- | ---------------- |
| ۲۰۰۷      | M.O.N.Y.               | Anabelle Capanelli    |                  |
| ۲۰۰۹      | The Unusuals           | Karen Delmonte        |                  |
| ۲۰۱۰      | نظم و قانون            | Eliza                 |                  |
| ۲۰۱۰      | نظم و قانون: قصد جنایی | Mia Caruso            |                  |
| ۲۰۱۰      | ۹۰۲۱۰                  |                       |                  |
| ۲۰۱۱      | خانواده غیرمعمولی      |                       |                  |
| ۲۰۱۲      | Widow Detective        |                       |                  |
| ۲۰۱۳      | Rizzoli & Isles        |                       |                  |
| ۲۰۱۳-۱۴   | انتقام                 |                       | فصل ۳ - ۳ اپیزود |
| ۲۰۱۴      | کلوندایک               |                       |                  |
| ۲۰۱۴      | هاوایی فایو-زیرو       |                       |                  |
| ۲۰۱۵-۱۸   | ساکن برج بلند          |                       |                  |
| ۲۰۱۵      | Other Space            |                       |                  |
| ۲۰۱۵      | فهرست سیاه             |                       | فصل ۳ - ۲ اپیزود |
| ۲۰۱۵      | Major Crimes           |                       |                  |
| ۲۰۱۶      | ابتدایی                |                       |                  |
| ۲۰۱۶-۱۷   | Graves                 |                       |                  |
| ۲۰۱۷      | Shots Fired            |                       |                  |
| ۲۰۱۷      | Gone                   | Holly Greco           |                  |
| ۲۰۱۸-۲۰۲۱ | تایتان‌ها               | دانا تروی / واندر گرل |                  |